# Тітіріджі білоокий
Тітірі́джі білоокий (Hemitriccus zosterops) — вид горобцеподібних птахів родини тиранових (Tyrannidae). Мешкає в Південній Америці.

## Опис
Довжина птаха становить 11,2 см. Верхня частина тіла олвково-коричнева, лоб, скроні і горло сіруваті. Крила чорнуваті, поцятковані світло-жовтими смужками. Нижня частина тіла світло-жвтуваті, груди і боки оливково-зелені. Навколо очей білі кільця. Дзьоб чорний, гострий.

## Підвиди
Виділяють два підвиди:
- H. z. zosterops (Pelzeln, 1868) — від південно-східної Колумбії (Какета, Ваупес), східного Еквадору і північно-східного Перу (Лорето) через південну Венесуелу (південь Амасонаса) і Бразилію на північ від Амазонки (Амазонас, північний захід Пари і Амапа) до південного сходу Гаяни, сходу Суринаму та до Французької Гвіани;
- H. z. flaviviridis (Zimmer, JT, 1940) — північне Перу (центр Амазонасу, північ Сан-Мартіну).

## Поширення і екологія
Білоокі тітіріджі поширені від Перу до Французької Гвіани. Вони живуть у вологих рівнинних тропічних лісах. Зустрічаються на висоті до 850 м над рівнем моря.